# Олег Пашинин
Олег Пашинин (на руски: Олег Пашинин) е руски и узбекски футболист и треньор. От 2016 г. е помощник-треньор на Юрий Сьомин в Локомотив (Москва). Като футболист има 205 мача и 7 гола с екипа на Локомотив. Между 2001 и 2005 г. има 12 мача за националния отбор на Узбекистан.

## Клубна кариера
Дебютира за първия състав на Локомотив (Москва) през 1992 г. През 90-те години е по-често използван на ротационен принцип, като играе част от мачовете в дублиращия тим и част в първия състав, а в центъра на отбраната дълги години титуляри са Игор Чугайнов и Юрий Дроздов. Първия си трофей с Локомотив печели през 1997 г., когато отборът триумфира в турнира за Купата на Русия. През сезон 1999 г. се налага като основен футболист и изиграва 25 мача в шампионата, като „железничарите“ остават на втора позиция.
През 2001 г. губи титулярното си място и през първия полусезон се появява на терена само веднъж. Така през лятото същата година е даден под наем на японския Санфрече Хирошима, където треньор е Валерий Непомнящий. Изиграва 12 мача и вкарва 2 гола в Джей лигата. След завръщането си в Локомотив е част от състава, който става двукратен шампион на Русия (2002, 2004) и играе в групите на Шампионската лига.
През последните години от кариерата си често е преследван от контузии, поради което през 2007 г. треньорът Анатолий Бишовец заявява, че няма да разчита на него. Въпреки че Бишовец е сменен от Рашид Рахимов и ръководството на Локомотив предлага нов договор на бранителя, Пашинин решава да сложи край на кариерата си и да постъпи на обучение във Висшата треньорска школа.

## Национален отбор
През 2001 г. заедно със съотборниците си Владимир Маминов и Алексей Поляков получава узбекистанско гражданство и е натурализиран в националния тим за квалификациите за Мондиал 2002. Пашинин заявява, че приема предложението на узбекистанската федерация, за да получи необходимата игрова практика. До 2005 г. изиграва 12 срещи за представителния тим.

## Треньорска кариера
През 2009 г. е помощник-треньор в Локомотив-2 Москва. През юли 2009 г. става част от щаба на Юрий Сьомин в първия тим на Локомотив, където остава до 2011 г. След това до 2013 г. отново е помощник-треньор в Локомотив-2 и закратко в Терек Грозни. През май 2014 г. е начело на Химик Дзержинск, но през юли напуска поради лични причини. От септември 2014 г. отново е в структурите на Локомотив, като през 2014/15 е помощник-треньор в младежкия тим. От юли 2015 г. е помощник-треньор на Локомотив, като през август 2016 г. е временен треньор на отбора, след като Игор Черевченко подава оставка. Със завръщането на Сьомин на треньорския пост, Пашинин остава като помощник-треньор.

## Успехи
- Шампион на Русия – 2002, 2004
- Купа на Русия – 1997, 2000, 2001
- Суперкупа на Русия – 2003, 2005